# 喬治·H·希欽斯
喬治·赫伯特·希欽斯（英語：George Herbert Hitchings，1905年4月18日—1998年2月27日）是一名美國醫生和药理学家。1988年，他與詹姆士·W·布拉克和格特魯德·B·埃利恩一同奪得諾貝爾生理學或醫學獎 。